# Заварухино
Завару́хино — деревня в Сосновском районе Челябинской области. Входит в состав Краснопольского сельского поселения.

## География
Деревня расположена на берегу реки Зюзелги, рядом с посёлком Есаульским. Расстояние до районного центра, села Долгодеревенского, 16 км.

## Население
| 2002 | 2010 |
| ---- | ---- |
| 152  | ↗157 |

По данным Всероссийской переписи, в 2010 году численность населения деревни составляла 157 человек (69 мужчин и 88 женщин).

## Улицы
Уличная сеть деревни состоит из 4 улиц и 1 переулка.